# قطعنامه ۷۰۴ شورای امنیت
قطعنامه  ۷۰۴ شورای امنیت سازمان ملل متحد که در تاریخ ۰۹ اوت ۱۹۹۱ تصویب شد، سندی بین‌المللی دربارهٔ پذیرش اعضای جدید سازمان ملل متحد: جزایر مارشال است. این قطعنامه طی نشست ۳۰۰۳ام    تصویب شد.